# 七星墩圳
七星墩圳今又另稱或包含坪頂古圳、雙溪圳及登峰玔，為台灣大台北地區史載最早開發的人工水圳。該水圳初建於1725年（清朝雍正年間），開墾者為台灣舉人王錫棋。七星墩圳之名源自該圳水源引自台北七星山，經王錫棋開通後，並於1741年再度拓展，修築者則為台灣清治時期知名商人何士蘭。
之後，七星墩圳再歷經1835年及1849年等兩次大規模開通後，已成為該地區農田最大水圳，長度達3公里。後者於19世紀中期兩度拓展開通的水圳亦稱坪頂新圳，以用來與18世紀乾隆時期修通的坪頂舊圳作區別。
1909年台灣日治時期初期，台北地主吳登峰出資龍金票6千5百30日圓於該地區再度開墾水圳，新水圳長約7公里，所經隧道約400公尺，主要水源仍為內雙溪。此圳水量遠高前坪頂新舊圳之最，也稱為登峰圳。
含新舊水玔數條的七星墩圳仍保存良好，部分亦開發為自來水水源地，其餘水體依舊為當地重要的農業水源，並發展以花卉果園為主的精緻和休閒農業。

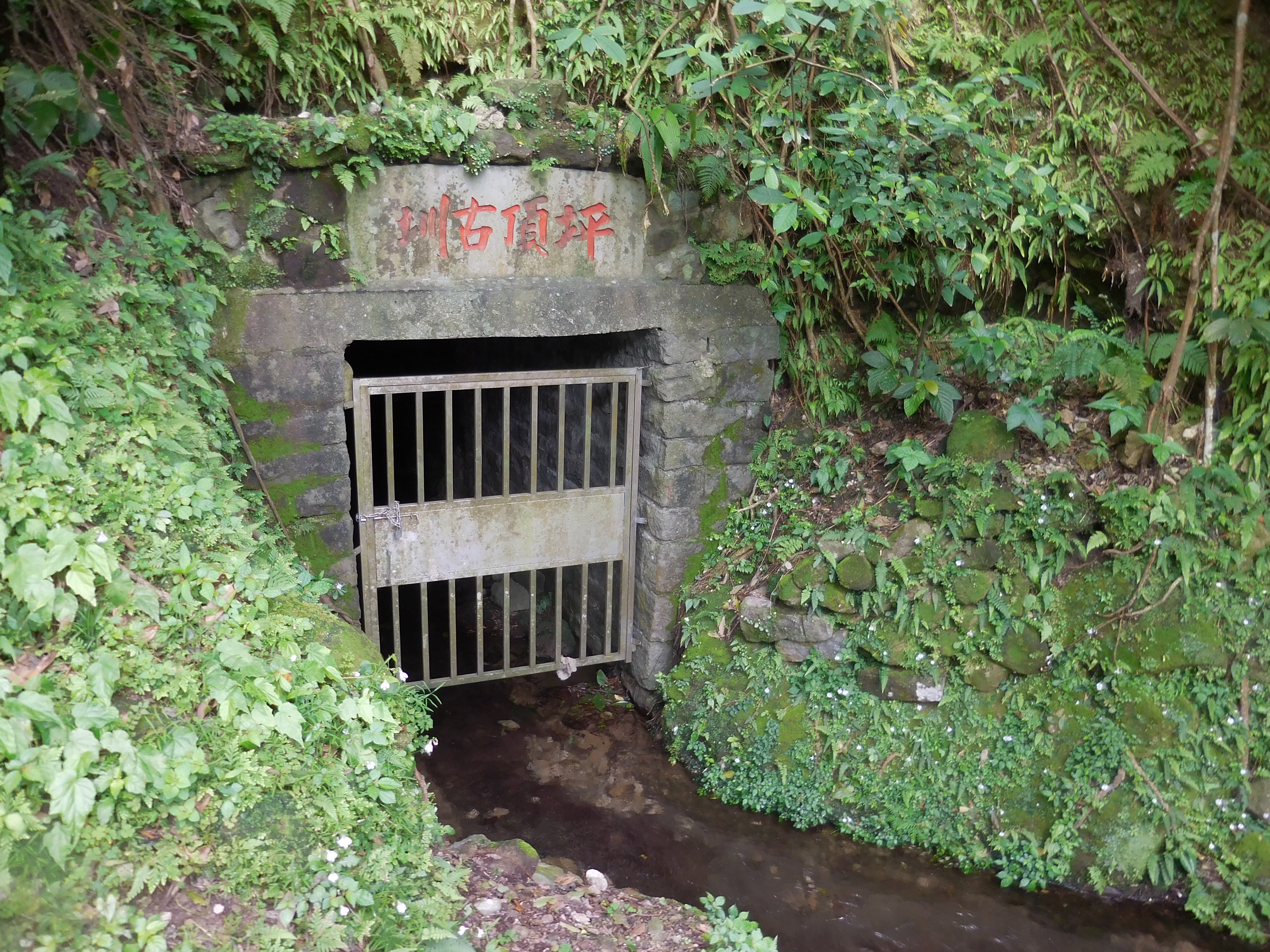
坪頂古圳在士林外雙溪的入水口，屬於舊圳的一部分
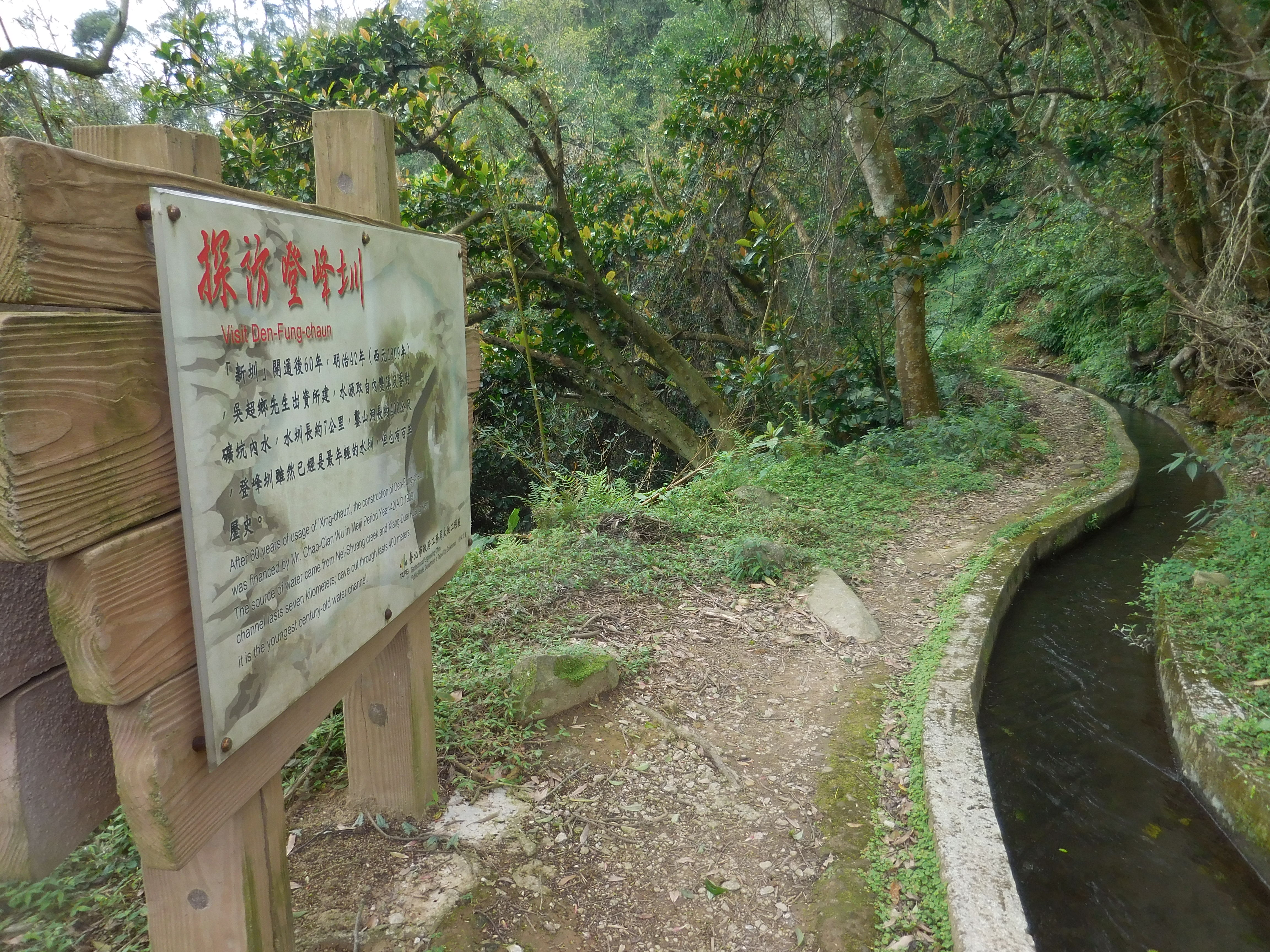
登峰圳

## 外部連結
- 「坪頂古圳」（含坪頂舊圳、坪頂新圳、登峰圳）——文化部文化資產局（页面存档备份，存于）